# 巨型伽马射线暴环
巨型伽马射线暴环（英語：Giant GRB Ring）是一个由9个伽马射线暴组成的环，可能组成了已知的最大的宇宙结构之一。2015年7月，由L.G. Balazs领导的一个以匈牙利和美国的天文学家所组成的研究小组，在分析来自不同伽马射线和X射线望远镜的数据时发现了它，特别是尼尔·格雷尔斯雨燕天文台号宇宙飞船。
伽马射线暴环距离地球约2.8吉秒差距(91亿光年) ，红移z在0.78到0.86之间，直径约1.72吉秒差距(56亿光年) ，使其成为已知的最大宇宙结构之一。

## 发现
通常，伽马射线暴在宇宙中的分布出现在小于2σ分布的集合中，或者在点-半径系统的平均数据中少于两个伽马射线暴。因此，考虑到公认的理论模型，这样的浓度似乎是极不可能的。提议包括一个巨大的超星系结构的存在。这将是一个极其巨大的宇宙结构，平均大小约为56亿光年。这样的超星系团可以解释伽马射线暴的显著分布，因为它与恒星的形成有关。如果这种结构确实存在，它将是可观测宇宙中最大的结构之一。
2015年7月初，在发现了武仙-北冕座長城后，I. Horvath、 J. Hakkila 和 Z. Bagoly 等人对遥远宇宙中的伽马射线暴的空间分布作出了更进一步的详细分析。而通过超过15年的来自雨燕卫星和其他地面望远镜的数据，他们评估了这些数据，察看是否可以使用與 GRB 相关的方法观测更多的结构。他们注意到在 z = 0.78-0.86范围内有一个明显的伽马射线暴集群，其中9个伽马射线暴集中在天空43乘以30度的区域。通过进一步的测试和分析，他们发现样本的浓度高于预期的正常水平，表明在附近有一个巨大的星系结构。

## 质疑
Balazs, L.G等人估计偶然发现与巨型伽马射线暴环相当的伽马射线爆簇的概率仅为0.05%，然而Hirokazu Fujii统计推理中有几个缺陷。在修正这些缺陷后，上述概率变为5-20% ，大大高于原来的估计。此外，当使用最新的已经测量过红移的伽马射线暴数据汇编时，这种可能性甚至更高，达到60-90%。这可能表示巨型伽马射线暴环可能根本不存在。BigThink作者Ethan Siegel也认为仅凭X射线观测与伽玛射线暴的观测结果不足以支持一个巨大的宇宙大尺度结构，应当使用更广泛的波段观测。而它们只不过是我们已经绘制出来的、仅仅通过想象连接起来的不相关点。

## 特征
作者列出了环中9个伽马射线暴的以下特征(l和b是标准的银道坐标系)。
| GRB ID  | 红移  | 距离(百万秒差距) | l (度) | b (度) |
| ------- | ----- | ---------------- | ------ | ------ |
| 040924  | 0.859 | 2866             | 149.05 | −42.52 |
| 101225A | 0.847 | 2836             | 114.45 | −17.20 |
| 080710  | 0.845 | 2831             | 118.43 | −42.96 |
| 050824  | 0.828 | 2786             | 123.46 | −39.99 |
| 071112C | 0.823 | 2772             | 150.37 | −28.43 |
| 051022  | 0.809 | 2736             | 106.53 | −41.28 |
| 100816A | 0.804 | 2723             | 101.39 | −32.53 |
| 120729A | 0.800 | 2712             | 123.85 | −12.65 |
| 060202  | 0.785 | 2672             | 142.92 | −20.54 |